# Kevin Haslam
Kevin Haslam (Mahwah, 8 novembre 1986) è un giocatore di football americano statunitense che gioca nel ruolo di offensive tackle per i New England Patriots della National Football League. Al college ha giocato a football alla Rutgers University.

## Carriera professionistica

### Jacksonville Jaguars
Dopo non essere stato scelto nel Draft NFL 2010, Haslam firmò con i Jacksonville Jaguars. Nella sua stagione da rookie disputò 5 partite, prima di essere inserito in lista infortunati. Il 13 marzo fu svincolato.

### San Diego Chargers
Dopo aver passato l'estate 2012 nel roster degli Oakland Raiders, il 4 settembre 2012, Haslam firmò per far parte della squadra di allenamento dei San Diego Chargers. Il 21 marzo 2013 fu svincolato.

### New England Patriots
Il 23 maggio 2013 firmò con i New England Patriots.

## Vittorie e premi
Nessuno

## Statistiche
| Partite totali             | 10 |
| Partite totali da titolare | 3  |

Statistiche aggiornate alla stagione 2012